# Кот-д’Ивуар на летних Олимпийских играх 1968
Кот-д’Ивуар принимал участие в Летних Олимпийских играх 1968 года в Мехико (Мексика) во второй раз за свою историю, но не завоевал ни одной медали. Сборную страны представляли десять атлетов, которые выступили в двух видах программы — в лёгкой атлетике и в гребле на байдарках и каноэ, в которой ивуарийские спортсмены выступили впервые на Олимпиадах.

## Результаты

### Гребля на байдарках и каноэ
Мужчины
| Спортсмен                     | Дисциплина                | Первый раунд | Первый раунд | Первый раунд | Четвертьфинал | Четвертьфинал | Четвертьфинал | Полуфинал            | Полуфинал            | Полуфинал            | Финал                 | Финал                 |
| Спортсмен                     | Дисциплина                | Время        | Место        | Итог         | Время         | Место         | Итог          | Время                | Место                | Итог                 | Время                 | Место                 |
| ----------------------------- | ------------------------- | ------------ | ------------ | ------------ | ------------- | ------------- | ------------- | -------------------- | -------------------- | -------------------- | --------------------- | --------------------- |
| Жером Дого Гайе               | Байдарка-одиночка, 1000 м | 4:31,2       | 7            | 20           | 4:31,69       | 4             | 11            | Завершил выступления | Завершил выступления | Завершил выступления | Завершил выступления  | Завершил выступления  |
| Поль Гнамиа Мбуле Нгама Нгама | Байдарка-двойка, 1000 м   | 4:09,8       | 5            | 14           | 4:07,98       | 3             | 7             | 4:01,31              | 5                    | 15                   | Завершили выступления | Завершили выступления |

### Лёгкая атлетика
Мужчины
| Спортсмен                                       | Первый раунд     | Первый раунд | Первый раунд | Четвертьфинал | Четвертьфинал        | Четвертьфинал        | Полуфинал            | Полуфинал            | Полуфинал            | Финал                | Финал                 |                       |
| Спортсмен                                       | Время            | Место        | Итог         | Время         | Место                | Итог                 | Время                | Место                | Итог                 | Время                | Место                 |                       |
| ----------------------------------------------- | ---------------- | ------------ | ------------ | ------------- | -------------------- | -------------------- | -------------------- | -------------------- | -------------------- | -------------------- | --------------------- | --------------------- |
| Гауссу Коне                                     | 100 м            | 10,37        | 3            | 13            | 10,22                | 3                    | 9                    | 10,27                | 5                    | 11                   | Завершил выступления  | Завершил выступления  |
| Юяга Кулибали                                   | 400 м            | 50,11        | 8            | 54            | Завершил выступления | Завершил выступления | Завершил выступления | Завершил выступления | Завершил выступления | Завершил выступления | Завершил выступления  | Завершил выступления  |
| Симбара Маки                                    | 110 м с/б        | 14,32        | 6            | 24            |                      |                      |                      | Завершил выступления | Завершил выступления | Завершил выступления | Завершил выступления  | Завершил выступления  |
| Атта Куаку Куами Ндри Бой Акби Диби Гауссу Коне | Эстафета 4х100 м | 39,68        | 5            | 12            |                      |                      |                      | 39,69                | 7                    | 11                   | Завершили выступления | Завершили выступления |

| Спортсмен         | Дисциплина    | Квалификация | Квалификация | Финал                | Финал                |
| Спортсмен         | Дисциплина    | Результат    | Место        | Результат            | Место                |
| ----------------- | ------------- | ------------ | ------------ | -------------------- | -------------------- |
| Денис Сегу Крагбе | метание диска | 55,24 м      | 17           | Завершил выступления | Завершил выступления |